# SAO 158687
SAO 158687 — тьмяна зоря 8,8 зоряної величини в сузір'ї Терезів, за допомогою якої виявлено кільця Урана.
Відкриття кілець зроблено випадково. 10 березня 1977 року група вчених проводила спостереження атмосфери Урана під час покриття ним зорі SAO 158687. Однак, аналізуючи отриману в результаті спостережень інформацію, виявлено покриття зорі ще до покриття власне Ураном, причому сталося це кілька разів поспіль. Так відкрито 9 кілець Урана.